# Powiat Średzki (Großpolen)
Der Powiat Średzki ist ein Powiat (Kreis) in der Woiwodschaft Großpolen in Polen. Der Powiat hat eine Fläche von 623,18 km², auf der etwa 59.150 Einwohner leben. Die Bevölkerungsdichte beträgt 95 Einwohner/km² (2020).

## Gemeinden
Der Powiat umfasst fünf Gemeinden, davon zwei Stadt-und-Land-Gemeinden und drei Landgemeinden.

### Stadt-und-Land-Gemeinden
- Środa Wielkopolska (Schroda)
- Zaniemyśl (Santomischel)

### Landgemeinden
- Dominowo (Herrenhofen)
- Krzykosy (Krzykosy)
- Nowe Miasto nad Wartą (Neustadt an der Warthe)